# Ernst Udet

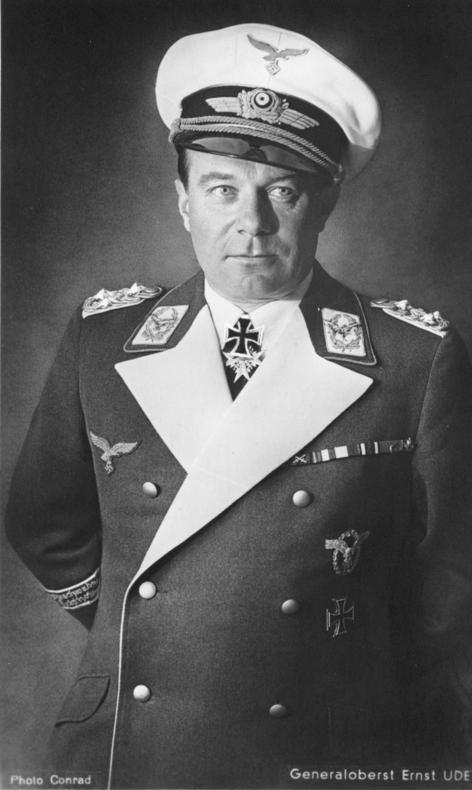
Ernst Udet als Generalluftzeugmeister (1940)

Ernst Udet (* 26. April 1896 in Frankfurt am Main; † 17. November 1941 in Berlin) war ein deutscher Jagdflieger des Ersten Weltkriegs. Nach Manfred von Richthofen erzielte er die höchste Zahl von Abschüssen unter den deutschen Jagdpiloten. Nach dem Ersten Weltkrieg war er im Kunstflug und bei Schauflügen aktiv. Während der Zeit des Nationalsozialismus war Udet im Reichsluftfahrtministerium verantwortlich für die technische Ausrüstung der Luftwaffe und bekleidete ab 1939, zuletzt im Rang eines Generaloberst, das Amt des Generalluftzeugmeisters der Wehrmacht.

## Leben

### Frühe Jahre
Ernst Udets Eltern waren Paula Udet, geborene Krüger, und der Ingenieur Adolf Udet. Ernst Udet wuchs in München auf und besuchte dort die Volksschule Stielerstraße und ab 1906 das Theresien-Gymnasium München.
Udet wurde 1909 Mitglied eines Modellflugzeugclubs, 1910 unternahm er Gleitflugversuche. Daneben arbeitete er in der väterlichen Heizkessel-Werkstatt und erwarb 1913 das Einjährigen-Zeugnis.

### Erster Weltkrieg

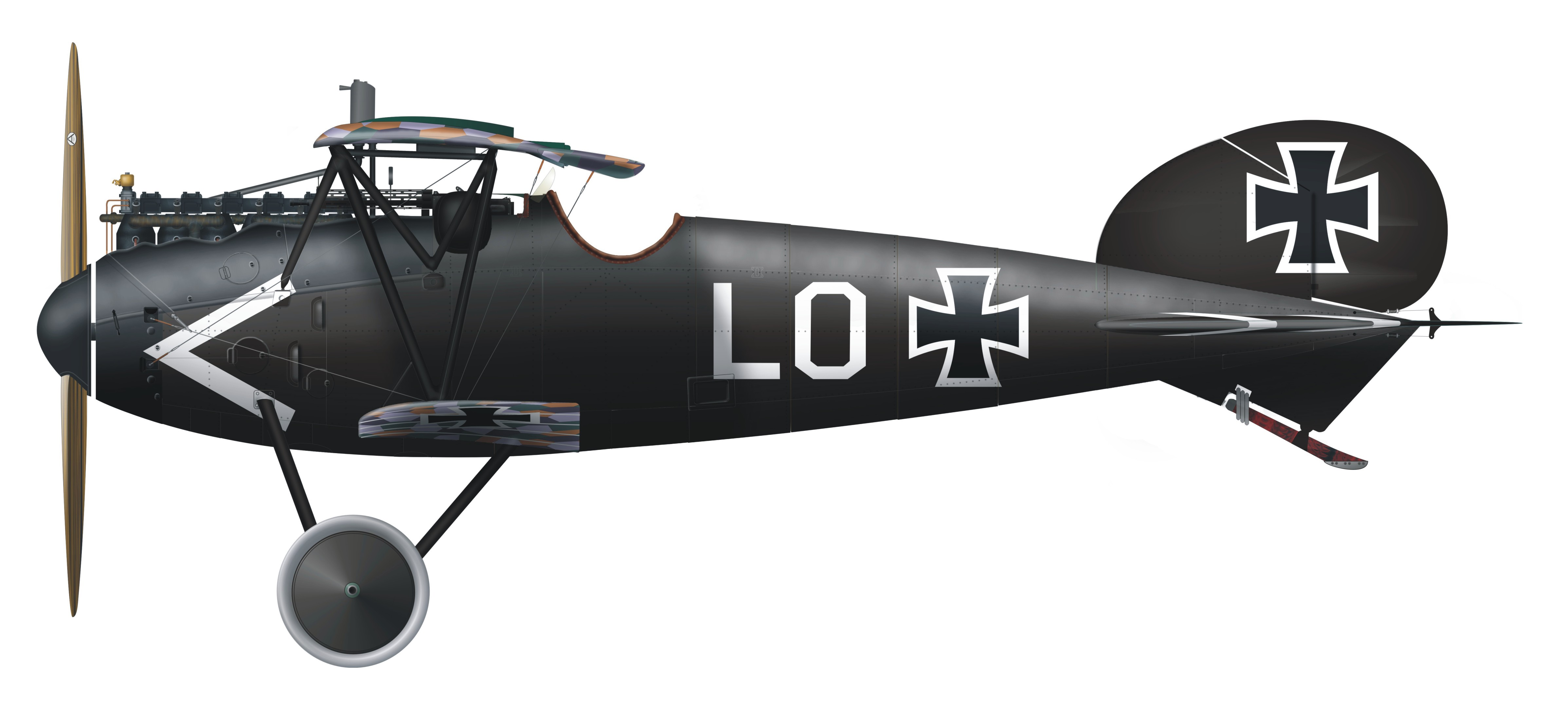
Albatros D.Va, Ernst Udet, Jasta 37

Udet meldete sich zu Beginn des Ersten Weltkrieges als Kriegsfreiwilliger. Nach einer kurzen Phase als Motorradmelder in der 26. Reservedivision an der Westfront finanzierte er sich eine Pilotenausbildung an der Flugschule der Gustav Otto Flugmaschinenwerke in München. Im April 1915 erwarb er den Zivilflugschein, was dazu führte, dass er zur Fliegertruppe des Heeres versetzt wurde. Ab Juni 1915 diente er in der Bodenkompanie der Fliegerersatzabteilung Griesheim. In einem Zweisitzer flog er nach der Feldpilotenprüfung bis 1916 Aufklärungsflüge über der Westfront.

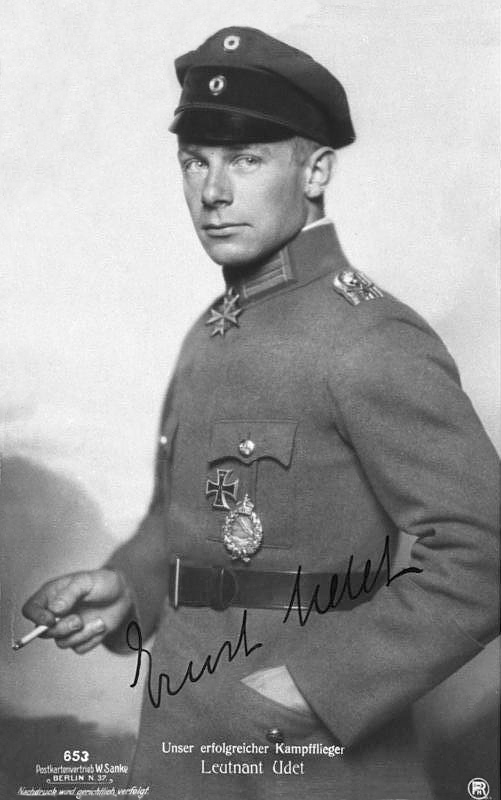
Udet als Leutnant im Ersten Weltkrieg mit dem Orden Pour le Mérite (1918)

Nach mehreren riskanten Flugmanövern und einem Absturz erlitt er einen Nervenzusammenbruch. Im März 1916 versetzte man ihn in die bei Colmar im Elsaß stationierte Artilleriefliegerabteilung 206, die mit Fokker-E.III-Jagdflugzeugen ausgerüstet war. 
Nach seinem dritten Luftsieg am 24. Dezember 1916 wurde er mit dem Eisernen Kreuz 1. Klasse ausgezeichnet. Am 22. Januar 1917 wurde Udet zum Leutnant der Reserve ernannt. Am 7. November 1917 erhielt er das Kommando über die Jagdstaffel 37 (Jasta 37), die er bis zum März 1918 führte. Im März wurde er von Manfred von Richthofen zur Führung der Jagdstaffel 11 angefordert. Im April 1918 wurde ihm der Orden Pour le Mérite verliehen.
Bei den meisten Jagdfliegern erfolgten die Abschüsse von hinten aus überhöhter Position. Um angreifende Gegner zu verhöhnen, verzierte Udet das Höhenruder seiner Fokker D.VII mit dem Satz Du doch nicht!! Des Weiteren prangten auf seiner Albatros D.V die Buchstaben LO. Dies war der Kosename für seine große Jugendliebe Eleonore (Lo) Zink.
Nachdem Richthofen am 21. April 1918 gefallen war, übernahm Udet die Führung von Jasta 4. Im August 1918 gelang ihm der Abschuss von 20 feindlichen Flugzeugen. Im September erzielte er seine letzten beiden Luftsiege. Ernst Udet überlebte den Krieg als Oberleutnant und zweiterfolgreichster deutscher Jagdpilot; ihm wurden insgesamt 62 Abschüsse zugeschrieben.

### Weimarer Republik

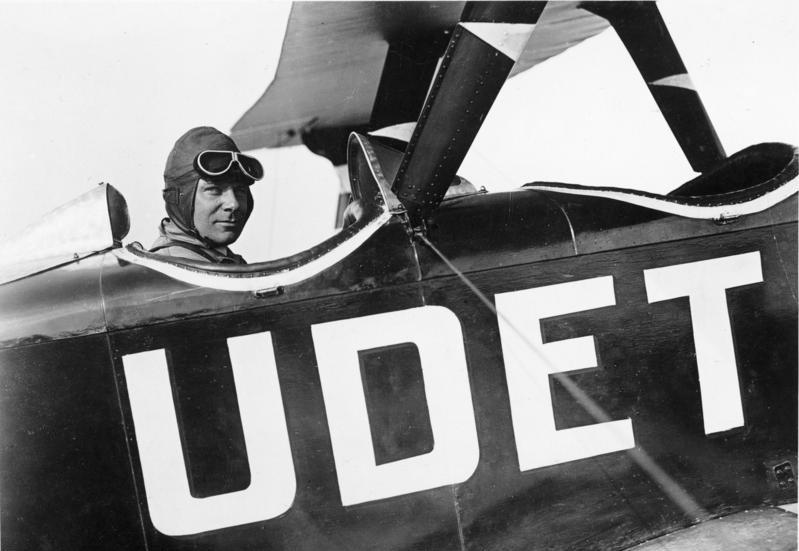
Udet in einem U 12 „Flamingo“ Doppeldecker (1931)

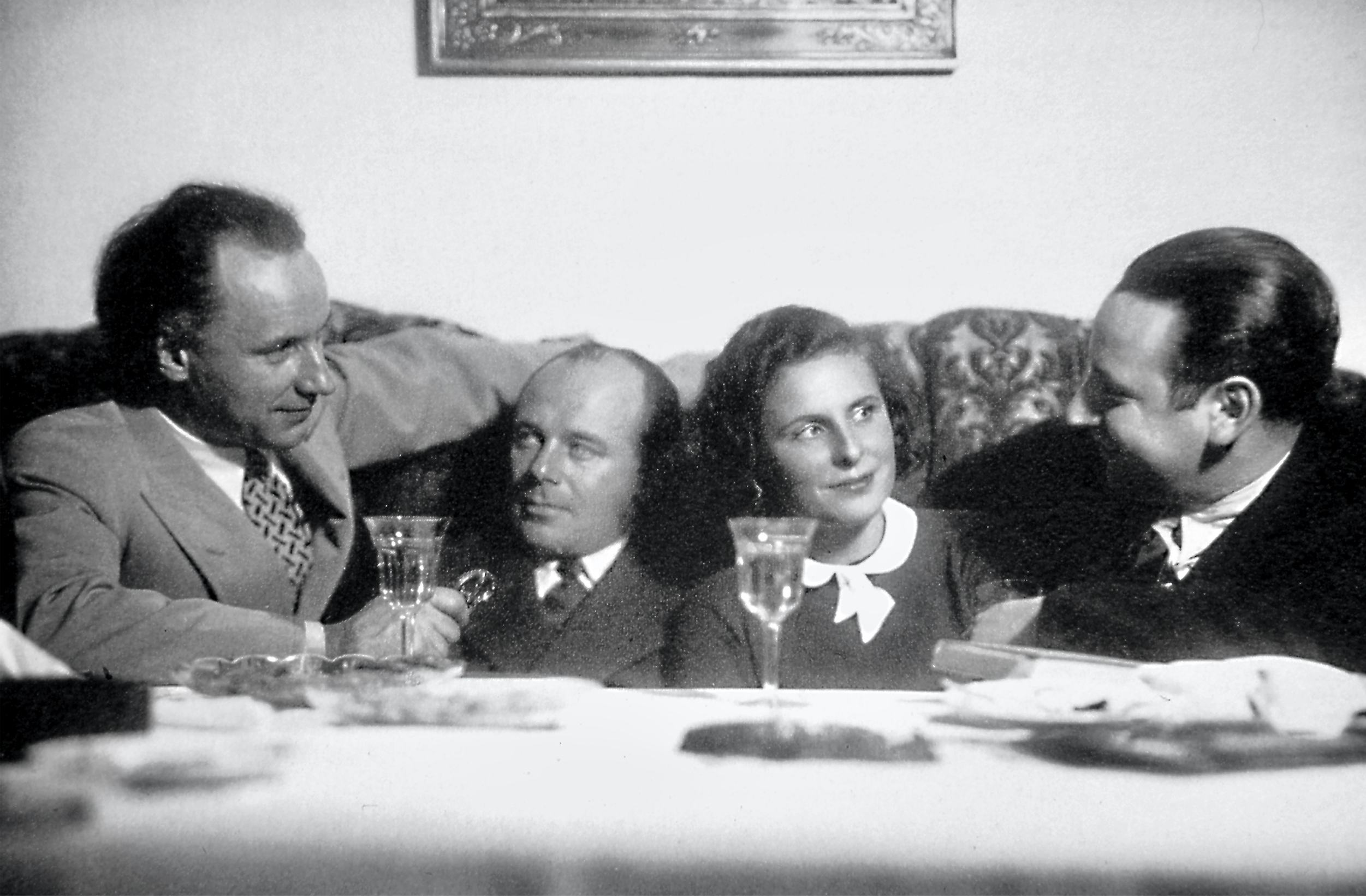
Von links nach rechts: Arnold Fanck, Ernst Udet, Leni Riefenstahl und Paul Kohner, 1932

Nach dem Ersten Weltkrieg verdiente Udet seinen Lebensunterhalt mit Schauflügen und als Pilot für Rumpler Luftverkehr. Zudem flog er im Februar 1919 für die Deutsche Luftreederei (DLR), die erste deutsche Fluggesellschaft, eine Vorgängerin der Lufthansa. Er flog die Flugzeuge der ersten deutschen Fluglinie zwischen Berlin und Weimar.
1921 gründete Udet mit Mitteln des amerikanischen Geldgebers William Pohl die Udet Flugzeugbau GmbH, die er jedoch schon 1925 verließ. Danach widmete er sich vermehrt Kunst- und Schauflügen, in denen er oftmals spektakuläre Flugmanöver vollbrachte. Außer ihm schaffte es niemand, mit der Tragfläche seiner Maschine ein Taschentuch vom Boden aufzuheben. Udet förderte auch die Karriere der deutschen Rekordfliegerin Elly Beinhorn.
1925 gründete er die Udet-Werbeflug GmbH, 1927 die Udet Schleppschrift-GmbH. 1929 wirkte Udet in den Stummfilmen des Bergfilm-Regisseurs Arnold Fanck Die weiße Hölle vom Piz Palü und 1930 in Stürme über dem Mont Blanc als Bergpilot mit. 1932 drehte er mit der Udet-Flugfilm-Verwertungs-Gesellschaft den halbdokumentarischen Spielfilm Fliehende Schatten in Afrika. Weitere Spielfilmeinsätze bekam er 1932/1933 in SOS Eisberg und 1935 in Wunder des Fliegens. Für die Filmaufnahmen in der Arktis flog er diverse gefährliche Manöver. Bei einem Manöver stürzte er ab und konnte selbst nur knapp gerettet werden. Stets spielte er den Retter in der Not, der andere Menschen durch seine Flugkünste aus dramatischen Situationen befreit.
Udet konnte in den frühen 1930er Jahren in den Vereinigten Staaten der Vorführung der sturzflugfähigen Curtiss Hawk II beiwohnen und erreichte, dass die Luftwaffe ihm den Erwerb zweier Exemplare für den privaten Gebrauch unter der Bedingung finanzierte, dass diese nach der Lieferung eingehend studiert werden durften. Er war von der Effektivität des Konzeptes des Sturzkampfbombers derart beeindruckt, dass er später alle Bomberprojekte zurückstellen ließ, die nicht sturzkampftauglich waren.

### Zeit des Nationalsozialismus
Im April 1933 erhielt Udet die Ernennung zum Fliegervizekommodore des Deutschen Luftsportverbandes. Am 1. Mai 1933 trat er der NSDAP bei. Auf Betreiben des nationalsozialistischen Politikers und Weltkriegsfliegers Hermann Göring trat er am 1. Juni 1935 im Rang eines Obersts in die neu gegründete Luftwaffe ein. Am 1. September 1935 wurde er Inspekteur der Jagd- und Sturzkampfflieger. Als Nachfolger von General Wimmer wurde er Chef des Technischen Amtes des Reichsluftfahrtministeriums. Weiterhin veranstaltete er Schauflüge, unter anderem im Rahmen der Olympischen Spiele 1936. Am 1. April 1937 wurde er zum Generalmajor ernannt und am 1. November 1938 zum Generalleutnant befördert. Er gilt als Erfinder der Lärmgeräte, einer Sirene, die den Sturzkampfflugzeugen des Typs Junkers Ju 87 („Stuka“) beim steilen Sturzflug ein typisches, einschüchterndes Geräusch verlieh. 1938 stoppte er aufgrund falscher Lagebeurteilung der Flugzeugentwicklung in den USA die begonnenen Versuche der Bekämpfung viermotoriger Bombenflugzeuge durch überschwere Bordwaffen.

### Zweiter Weltkrieg

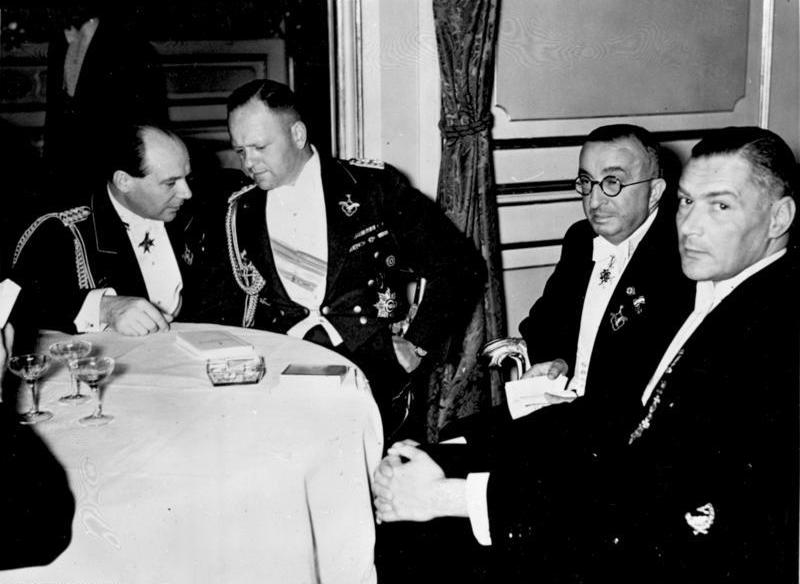
Udet (l.) im Gespräch mit Erhard Milch (2. v. l.) und Ernst Heinkel (3. v. l.)

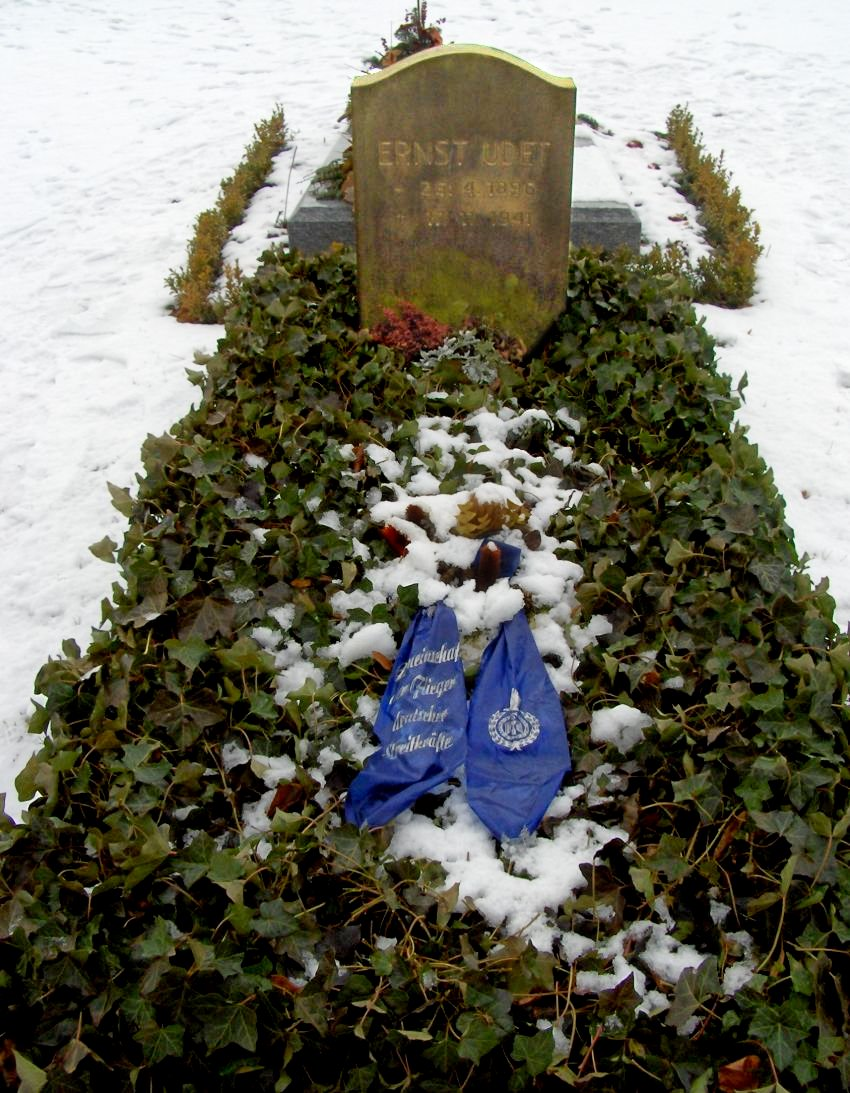
Ernst Udets Grab auf dem Berliner Invalidenfriedhof. Dahinter das Grab von Werner Mölders.

Göring übertrug Udet am 1. Februar 1939 das neue Amt eines Generalluftzeugmeisters. In dieser Funktion war Udet dem Staatssekretär des Reichsluftfahrtministeriums und Generalinspekteur der Luftwaffe Erhard Milch unterstellt. Damit erweiterte sich die Kompetenz des von Udet geleiteten Technischen Amtes, das nun nicht nur für die gesamte Flugzeugentwicklung und ‑produktion, sondern auch für Beschaffung, den Nachschub und die Versorgung zuständig wurde. Fortan unterstanden ihm 26 Abteilungen mit 4000 Offizieren, Beamten und Ingenieuren. Udet war dabei den Interessen der Flugzeugbauer Messerschmitt, Heinkel und Junkers ausgesetzt.
Am 19. Juli 1940, nach der Auszeichnung mit dem Ritterkreuz des Eisernen Kreuzes, wurde Udet zum Generaloberst befördert. In seinen letzten Lebensjahren konsumierte er Tabak, Alkohol und Pervitin. Er zeichnete mit ätzendem Spott zahlreiche Karikaturen seiner Dienstherren und seiner selbst. Unter anderem karikierte er sich als einen an seinen Schreibtisch im Reichsluftfahrtministerium geketteten Flieger.

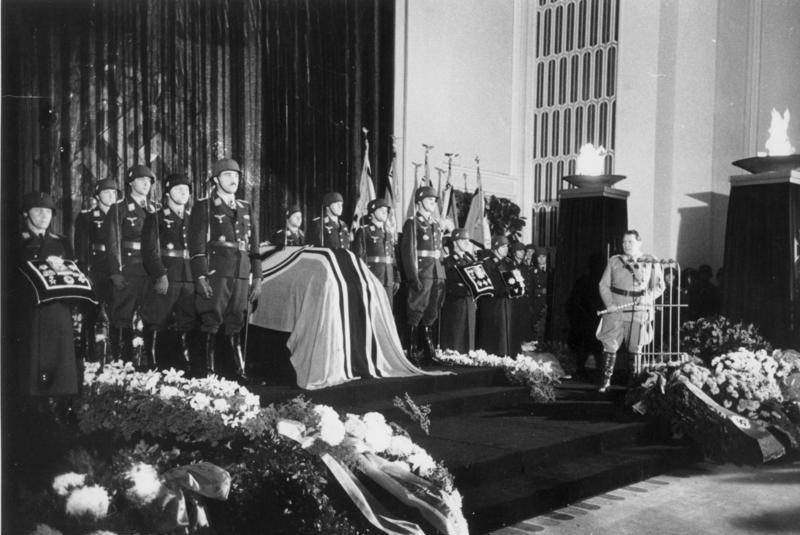
Beisetzung Udets Ende November 1941 mit Hermann Göring rechts und Adolf Galland links vom Sarg

Nach den Misserfolgen in der Luftschlacht um England und den damit verbundenen Anfeindungen durch Göring und einige andere NS-Größen erschoss sich Udet am 17. November 1941 in seiner Wohnung in Berlin. An die Stirnwand seines Bettes schrieb er zuvor den an Göring gerichteten Vorwurf „Eiserner, Du hast mich verlassen!“ oder nach anderer Quelle „Eiserner, du hast mich belogen“. „Eiserner“ war der Spitzname Görings. Laut seinem Freund Ernst Heinkel waren die „sachlichen Gründe“ für Udets Entschluss der gescheiterte Blitzkrieg gegen die Sowjetunion, bei dem sich die deutsche Luftwaffe in den russischen Räumen weitgehend verbraucht hatte und ihr das „Rückgrat“ gebrochen wurde, sowie die „Ströme amerikanischer Flugzeuge“, die sich ankündigten.
Hitler veranlasste ein Staatsbegräbnis. Der Suizid wurde geheim gehalten. Die NS-Propaganda ließ der Öffentlichkeit über die gleichgeschaltete Presse mitteilen, er sei bei der Erprobung einer neuen Waffe an einer dabei erlittenen schweren Verletzung gestorben. Zu Propagandazwecken wurde der neueingerichtete Luftwaffenübungs- und -erprobungsplatz im Landkreis Warthenau im besetzten Polen nach ihm Udetfeld benannt.
Udet wurde auf dem Berliner Invalidenfriedhof beigesetzt. Auf der Reise zum Staatsakt starb der Jagdflieger Werner Mölders am 22. November 1941 bei einem Flugzeugabsturz am Flugplatz Breslau. Er wurde auf dem Invalidenfriedhof gegenüber Udets Grab bestattet. Kurz darauf wurde dem Jagdgeschwader 3 der Traditionsname „Udet“ verliehen.

### Film, Belletristik und Theater
Der Titelheld General Harras des Theaterstücks Des Teufels General von Carl Zuckmayer ist Ernst Udet nachempfunden, der mit dem Autor befreundet war. Sie hatten einander während des Ersten Weltkriegs kennengelernt. Das Stück wurde 1955 mit Curd Jürgens in der Hauptrolle verfilmt.
In dem amerikanischen Spielfilm The Great Waldo Pepper (Tollkühne Flieger) mit Robert Redford basiert die Rolle des deutschen Fliegerasses „Ernst Kessler“ auf Udet.
Ernst Udet diente auch als Vorbild der Figur „Erich Landt“ im 1945 erschienenen Roman Die den Wind säen der Amerikanerin Martha Dodd (Originaltitel „Sowing the wind“).

### Udets Kampf gegen Georges Guynemer
Udet schilderte als Beispiel für die im Ersten Weltkrieg manchmal ausgeübte Ritterlichkeit seinen Kampf gegen das französische Fliegerass Georges Guynemer. Nach Udets Bericht soll Guynemer im Juni 1917 verbissen mit dem Deutschen gekämpft haben, ihn jedoch trotz seiner Überlegenheit nicht abgeschossen haben, als er bemerkte, dass Udet eine Ladehemmung hatte. Also soll Guynemer auf Udets Maschine zugeflogen sein, ihm einen „ritterlichen Gruß“ zugeworfen haben und dann wieder über alliiertem Gebiet verschwunden sein.
Die wohl auch von Udet bevorzugte Interpretation war, dass die Jagdflieger sich als moderne Ritter der Lüfte sahen. Diese wollten es angeblich auch im Kampf mit dem Feind an Fairness und Ritterlichkeit nicht fehlen lassen. Nach dem ungeschriebenen Ehrenkodex der Piloten galt auch das Bekämpfen eines wehrlos gewordenen Feindes als unehrenhaft. Es gibt jedoch keine Schilderung dieses Vorfalls durch Udets Gegner Georges Guynemer. Dieser angebliche Vorfall hat durch spätere Filme das Klischee der Ritterlichkeit der Flieger des Ersten Weltkriegs populär gemacht.

### Privates
Udet war eng mit dem Schauspieler Heinz Rühmann befreundet, mit dem er die Liebe zur Fliegerei teilte. Von 1919 bis zur Scheidung 1923 war er mit Eleonore (Lo) Zink verheiratet. Aus einer Liaison mit der Schauspielerin Ehmi Bessel stammt eine Tochter, die Schauspielerin Dinah Hinz. Seine Lebensgefährtin der letzten Jahre war Inge Bleyle.

## Ehrungen
Eine Straße im Berliner Bezirk Tempelhof-Schöneberg trägt seinen Namen als Udetzeile. Die Straße liegt im sogenannten Fliegerviertel unweit des ehemaligen Flughafens Berlin-Tempelhof. In Regensburg ist eine Straße (Udetstraße) auf dem alten Messerschmitt-Gelände nach ihm benannt. Ebenso ist eine Straße in Sankt Augustin nach Udet benannt. Die Straße verläuft ca. 250 m östlich parallel zur Richthofenstraße, die zum Flugplatz Bonn/Hangelar führt, der im Zweiten Weltkrieg als Militärflugplatz diente. Auf dem Flugplatz selber trägt das Restaurant den Namen „Udet’s Restaurant“. In Kassel trägt eine Bushaltestelle im Stadtteil Waldau seinen Namen als Udet-Haus. Hierbei handelte es sich um das nicht mehr bestehende Administrationsgebäude des von 1924 bis 1970 existierenden Flugplatzes Kassel-Waldau.

## Auszeichnungen
- Eisernes Kreuz (1914) II. Klasse am 24. September 1915[20]
- Eisernes Kreuz (1914) I. Klasse am 20. März 1916[20]
- Preußisches Militär-Flugzeugführer-Abzeichen
- Ehrenbecher für den Sieger im Luftkampf am 17. April 1916[20]
- Württembergisches Wilhelmskreuz mit Schwertern am 4. November 1916[20]
- Ritterkreuz des Königlichen Hausordens von Hohenzollern mit Schwertern
- Hanseatenkreuz der Hansestädte Lübeck und Hamburg
- Verwundetenabzeichen (1918) in Silber
- Pour le Mérite am 9. April 1918
- Wehrmacht-Dienstauszeichnung IV. Klasse
- Spange zum Eisernen Kreuz II. und I. Klasse
- Ritterkreuz des Eisernen Kreuzes am 4. Juli 1940
- Flugzeugführer- und Beobachterabzeichen in Gold mit Brillanten
- Bulgarischer Militär-Verdienstorden, Großoffizierskreuz mit Schwertern

## Eigene Veröffentlichungen
- Kreuz wider Kokarde. Jagdflüge des Leutnant Ernst Udet. Braunbeck, Berlin 1918.
- Hals und Beinbruch. Lustige Karikaturen. Mit Versen von C. K. Roellinghoff. Traditions-Verlag Rolf & Co., Berlin 1928.
- Fremde Vögel über Afrika. Velhagen & Klasing, Bielefeld und Leipzig 1932 (Reisebericht mit 119 Abbildungen).
- Mein Fliegerleben. Ullstein Verlag, Berlin 1935; Deutscher Verlag, Paris 1942[21]; online auf projekt-gutenberg.org.
  - Nachkriegsausgaben: Ein Fliegerleben. Ullstein, Berlin 1954; Motorbuch, Stuttgart 1981, ISBN 3-87943-817-X.[22]
- Horridoh! Pohl, München 1983.